# Seth Meyers

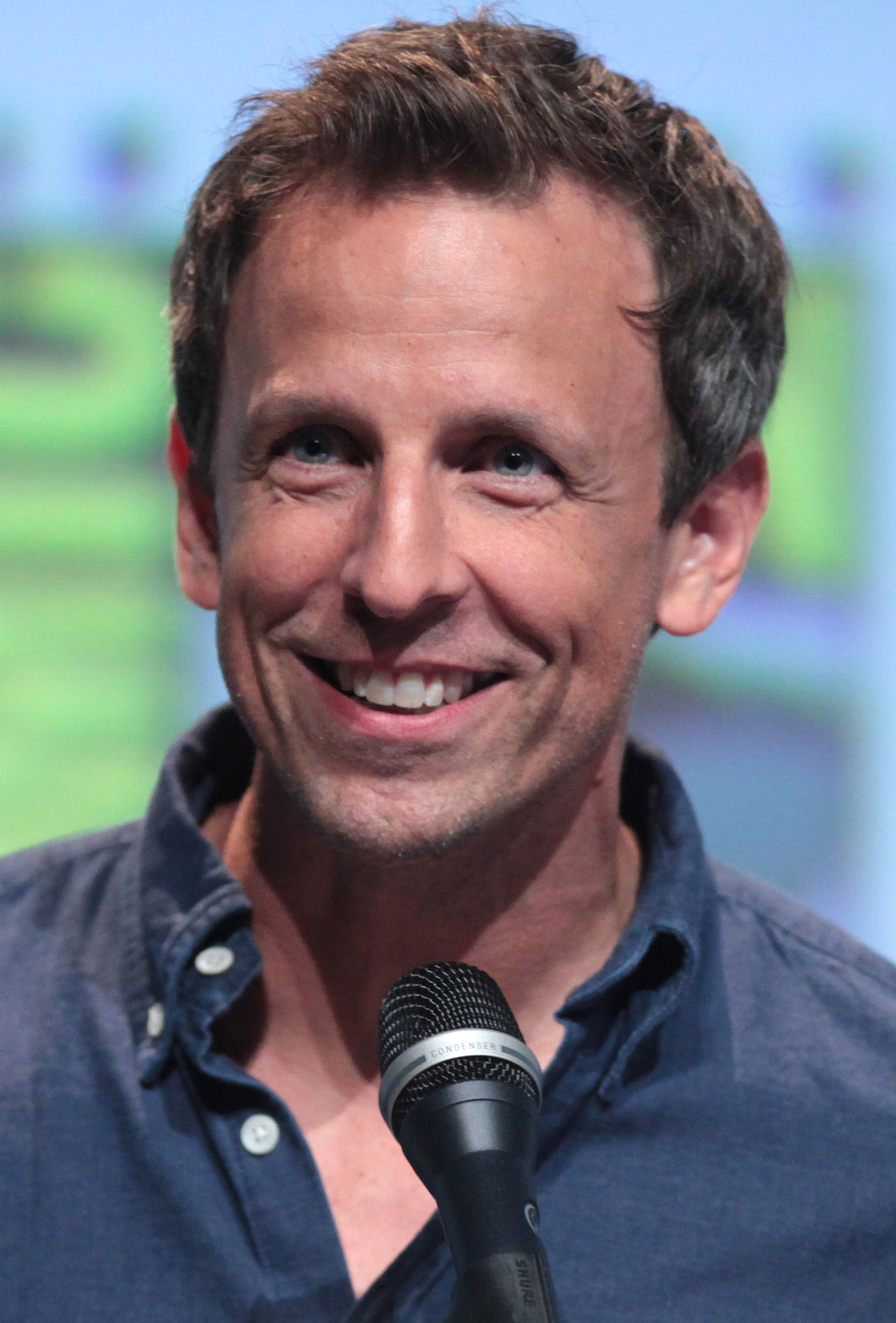
Seth Meyers bei der Comic Con (2015)

Seth Adam Meyers (* 28. Dezember 1973 in Evanston, Illinois) ist ein US-amerikanischer Schauspieler, Synchronsprecher, Produzent und Comedian. Er war Head-Writer für Saturday Night Live, wo er von 2001 bis 2014 auch auftrat. Seit 2014 ist er Gastgeber der Show Late Night with Seth Meyers beim Sender NBC.

## Privates
Meyers wurde am 28. Dezember 1973 als Sohn der Französischlehrerin Hilary Claire (geborene Olson) und Laurence Meyers Jr. geboren. Meyers hat durch seine Vorfahren Wurzeln in Tschechien, Deutschland, Schweden und England, Kroatien und Israel. Er wuchs in Manchester (New Hampshire) auf und absolvierte die Manchester High School West. Er studierte dann an der Northwestern University in Evanston, wo er der Phi-Gamma-Delta-Verbindung beitrat.
Meyers jüngerer Bruder Josh Meyers ist ebenfalls als Schauspieler tätig.
Im Juli 2013 verlobten sich Meyers und seine langjährige Freundin Alexi Ashe. Am 1. September 2013 heirateten die beiden auf Martha’s Vineyard nach jüdischem Ritus. 2016 und 2018 wurden die gemeinsamen Söhne, 2021 ihre Tochter geboren.

## Karriere
Bevor er zu SNL (Saturday Night Live) ging, startete Meyers seine Comedy-Karriere als Teil der Improvisations-Gruppe Mee-Ow an der Northwestern University. Danach war er Teil der Improvisations-Gruppe Boom Chicago, welche ihren Sitz in Amsterdam hat. Auch sein Bruder war Teil dieser Gruppe.
Seinen Durchbruch erlebte Meyers allerdings bei Saturday Night Live. Von 2001 bis 2014 war er Teil des Ensembles, ab 2005 war er Writing Supervisor. Er sprach 2004 für die Rolle des Co-Moderators bei den Weekend-Update-Sketchen vor, doch man zog Amy Poehler ihm vor. Als Moderatorin Tina Fey das Ensemble verließ, wurde Meyers 2006 nicht nur Head-Writer, sondern auch Moderator des Sketches. Poehler verließ das Ensemble später ebenso und von 2008 bis 2013 war Meyers der alleinige Moderator der Weekend-Update-Sketche. Ab 2013 bekam er mit Cecily Strong eine neue Co-Moderatorin.
Er entwickelte 2015 mit den Kollegen von Saturday Night Live, Fred Armisen, Bill Hader und Rhys Thomas die parodistische Dokumentarserie Documentary Now!,  für die Meyers auch als Autor und Produzent tätig war.
Von Jimmy Fallon, der als Gastgeber zur Tonight Show wechselte, übernahm er im Februar 2014 die Late Night–Show des Senders NBC.
2014 war Meyers Moderator der 66. Primetime-Emmy-Verleihung. 2018 wurde er als Moderator für die 75. Golden-Globe-Verleihung ausgewählt. Die Moderation galt vorab als schwierig, da infolge des Weinstein-Skandals und der MeToo-Bewegung  sexueller Missbrauch und Belästigung in der Unterhaltungsbranche ein wichtiges Thema vorgaben. Meyers behandelte das Thema in seinem Eröffnungsmonolog prominent auf eine bissige Weise. Sein Monolog wurde als angemessen bewertet.

## Filmografie (Auswahl)
- 2004: See This Movie
- 2005: Perception
- 2006: American Dreamz – Alles nur Show (American Dreamz)
- 2008: Die Reise zum Mittelpunkt der Erde (Journey to the Center of the Earth)
- 2008: Nick und Norah – Soundtrack einer Nacht (Nick and Norah’s Infinite Playlist)
- 2009: Spring Breakdown – Alter schützt vor Party nicht (Spring Breakdown)
- 2011: Der ganz normale Wahnsinn – Working Mum (I Don’t Know How She Does It)
- 2011: Happy New Year (New Year’s Eve)